# Stazione di Vicomorasso
La stazione di Vicomorasso (precedentemente Vigomorasso) è una stazione ferroviaria della ferrovia Genova-Casella, gestita dall'Azienda Mobilità e Trasporti di Genova (AMT). Si trova nel territorio comunale di Sant'Olcese, nella città metropolitana di Genova.
La stazione è situata a un'altitudine di 297 metri sul livello del mare.

## Strutture e impianti
La stazione presenta un binario d'incrocio. Sono inoltre presenti due tronchini e un deposito a due binari. 

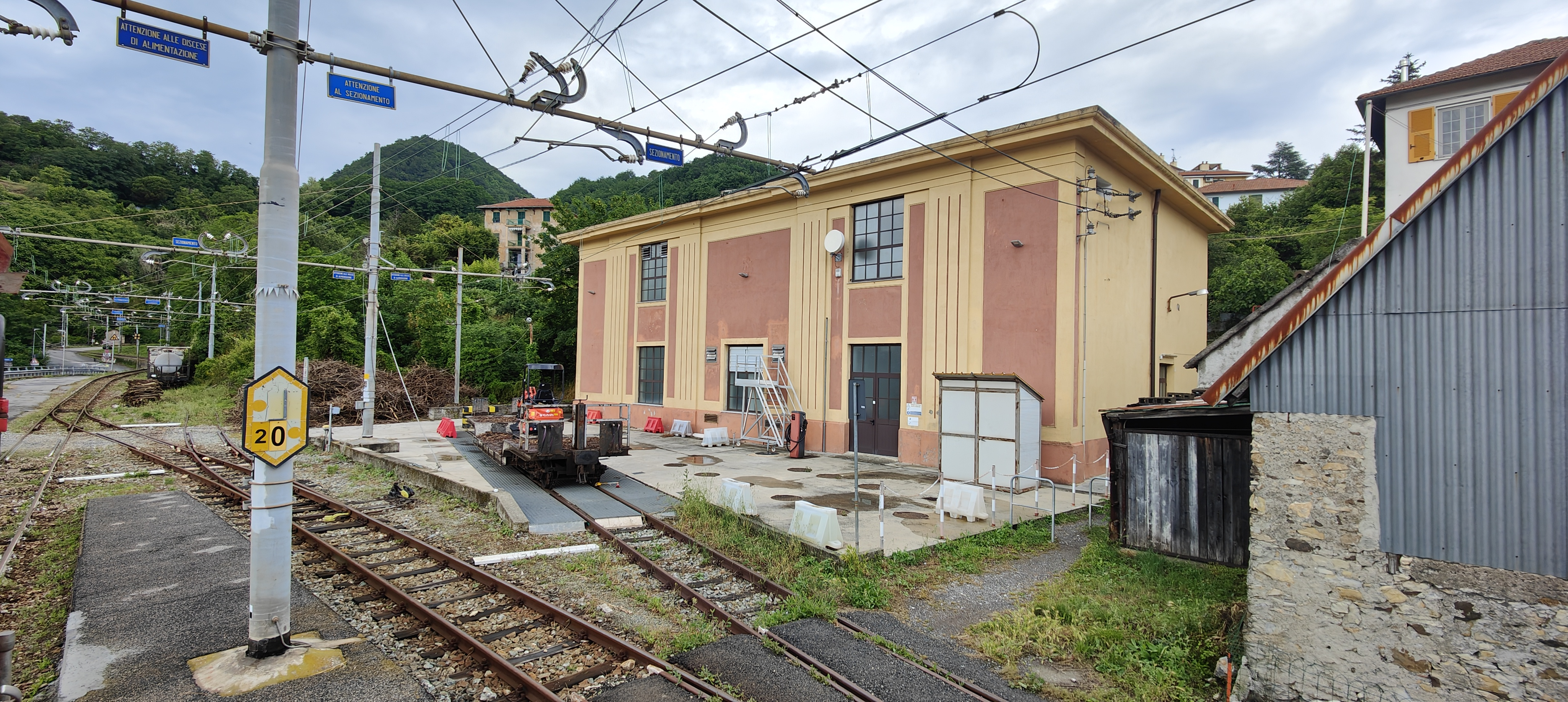
La sottostazione elettrica di Vicomorasso da 3 kV c.c.

Nei pressi della stazione si trova la sottostazione elettrica da cui viene alimentata tutta la linea aerea della ferrovia Genova-Casella.

## Movimento

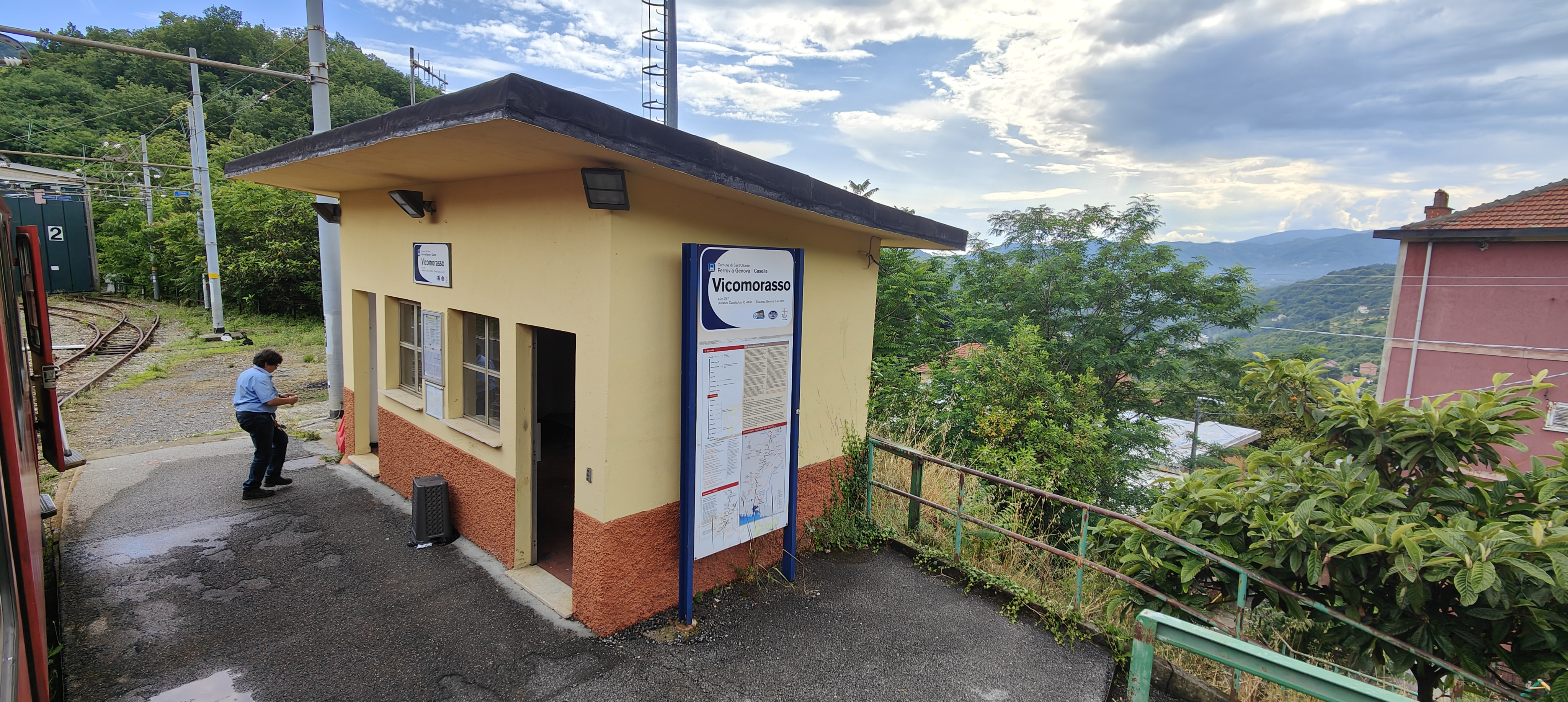
La stazione di Vicomorasso

La stazione è servita da tutti i treni regionali che percorrono la linea Genova-Casella. Come tutte le fermate intermedie della linea, si tratta di una fermata a richiesta.